# Umberto Drei
Umberto Drei (né le 1er mai 1925 à Riolo Terme dans la province de Ravenne et mort le 14 janvier 1996 dans la même ville) est un coureur cycliste italien. Professionnel de 1947 à 1955, il s'est surtout illustré lors du Tour d'Espagne 1950 en remportant quatre étapes et en terminant cinquième du classement général.
Son père Francesco Drei fut également coureur cycliste pendant les années 1910-1920.

## Palmarès
- 1945
  - Trophée Minardi
- 1946
  - 3e de la Coppa Ettore Pasini
  - 6e du championnat du monde sur route amateurs
- 1947
  -  Champion d'Italie des indépendants
  - Milan-Rapallo
  - Coppa Caduti Sammartinesi
- 1950
  - 9e, 14e, 15e et 17e étapes du Tour d'Espagne
  - 3e et 7e étapes du Tour de Sicile
  - 2e de la Coppa Agostoni
  - 2e du Tour du Tessin
  - 3e du Tour d'Ombrie
  - 5e du Tour d'Espagne

## Résultats sur les grands tours

### Tour de France
2 participations
- 1948 : abandon (5e étape)
- 1953 : 53e

### Tour d'Italie
6 participations
- 1948 : abandon
- 1949 : 30e
- 1950 : abandon
- 1951 : 47e
- 1952 : 46e
- 1953 : abandon

### Tour d'Espagne
1 participation
- 1950 : 5e, vainqueur des 9e, 14e, 15e et 17e étapes